# タガトースキナーゼ
タガトースキナーゼ(Tagatose kinase、EC 2.7.1.101)は、以下の化学反応を触媒する酵素である。
ATP + D-タガトース {\displaystyle \rightleftharpoons } ADP + D-タガトース-6-リン酸
従って、この酵素の基質はATPとD-タガトースの2つ、生成物はADPとD-タガトース-6-リン酸の2つである。
この酵素は転移酵素、特にアルコールを受容体とするホスホトランスフェラーゼに分類される。この酵素の系統名は、ATP:D-タガトース 6-ホスホトランスフェラーゼ(ATP:D-tagatose 6-phosphotransferase)である。この酵素は、ガラクトースの代謝に関与している。

## 構造
2007年末時点で、1つの構造のみ解明されている。蛋白質構造データバンクのコードは、2FIQである。